# Steinsetzung von Valby

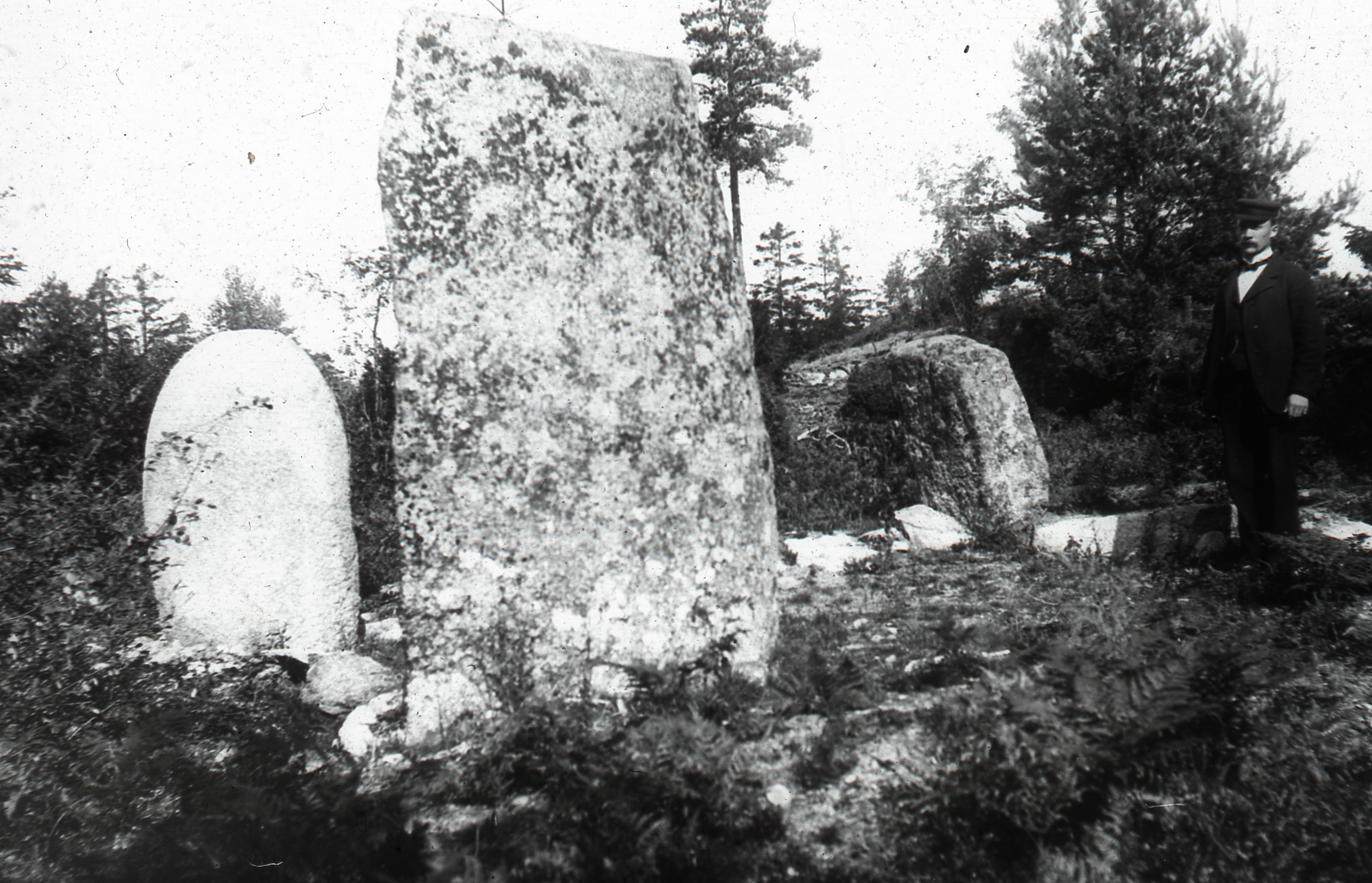
Valbysteine

Die Steinsetzung von Valby (norwegisch Valbysteinene oder Valbyskogen) liegt südöstlich des Valbysteinvejen in einem Wald zwischen Tjølling und Valby östlich von Larvik im Fylke Vestfold in Norwegen. Die rechteckige Steinsetzung liegt auf einem kleinen, mit niedriger Vegetation bewachsenen Hügel.
Die Valbysteine sind eine zweigeteilte Steinsetzung unbestimmten Alters, bestehend aus vier großen Menhiren, die ein Rechteck bilden. Nur ein Teil hat große Menhire in den vier Ecken. Zwischen den großen Steinen und im angrenzenden Teil des Rechtecks befinden sich Reihen kleiner runder Steine.
Es sind nur drei große Steine sichtbar, der vierte Stein liegt auf dem Boden. Der höchste ist etwa 2,3 Meter hoch und 80 cm breit. Er hat zylindrische Form und eine abgebrochene Spitze. Der kleinste Stein ist etwa 1,2 Meter hoch und 60 cm breit, er hat eine flache Oberseite. Der dritte Stein ist etwa 1,6 m hoch und an der Basis etwa 70 cm breit. Es hat einen abgerundeten Querschnitt mit sehr glatten vielleicht in alten Zeiten polierten Seiten. Er ist oben schmaler, so dass er wie ein stehendes Ei aussieht. Eine Besonderheit des Skålsten ist ein einzelnes großes und tiefes Schälchen auf der Oberseite.
Theorien über die Steinsetzung sind zahlreich. Die einzigartige Anordnung der Steine und das Vorhandensein des Schälchens führte dazu, dass der Ort für eine uralte rituelle Stätte oder eine Opferstätte gehalten wird.
Um die Steinsetzung liegen zehn runde, auf 200–400 n. Chr. datierte Grabhügel. Sie sind 0,5 bis 2,0 Meter hoch und haben Durchmesser zwischen 5,0 und 10,0 Metern.